# GN Близнецов
GN Близнецов (лат. GN Geminorum) — одиночная переменная звезда в созвездии Близнецов на расстоянии (вычисленном из значения параллакса) приблизительно 5 773 световых лет (около 1 770 парсек) от Солнца. Видимая звёздная величина звезды — от +14,5m до +13,4m.

## Характеристики
GN Близнецов — красная пульсирующая медленная неправильная переменная звезда (LB) спектрального класса M. Эффективная температура — около 3284 К.